# Jan XIV Kalekas

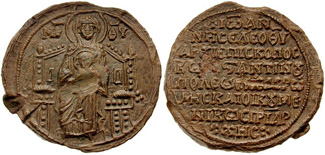
Pieczęć patriarchy Jana XIV Kalekasa

Jan XIV Kalekas lub Aprenos, gr.  Ίωάννης ΙΔ' Καλέκας, Jōannēs XIV Kalekas (ur. 1282 w Apros, zm. 29 grudnia 1347 w Konstantynopolu) – patriarcha Konstantynopola od lutego 1334 do 2 lutego 1347.

## Życiorys
Jan urodził się w Apros w 1282 r. Wychował się w skromnym środowisku. Był żonaty, miał syna i córkę. Został kapelanem megadomestyka Jana VI Kantakuzena i dzięki jego poparciu, mimo sprzeciwu synodu prowincjonalnego został wybrany najpierw arcybiskupem Tesaloniki, a następnie w lutym 1334 r. patriarchą Konstantynopola.
Na okres jego patriarchatu przypadł początek sporów palamickich. Pod wpływem Grzegorza Synaity, ascety i mistyka wędrującego w latach 30. XIV wieku po ziemiach Cesarstwa, w klasztorach bizantyńskich, a zwłaszcza na Atosie rozpowszechniła się doktryna ascetyczna, której celem było ujrzenie światłości boskiej, do czego miała doprowadzić specjalna praktyka. Przebywający w odosobnieniu mnisi mieli powtarzać tzw. Modlitwę Jezusową (Panie Jezu Chryste, Synu Boży, zmiłuj się nade mną grzesznikiem), wstrzymując za każdym razem, podczas odmawiania formuły, oddech. Przeciwko możliwości ujrzenia światłości boskiej przez człowieka wystąpił Barlaam z Kalabrii, w obronie mnichów stanął Grzegorz Palamas.
Chcąc zakończyć zataczający coraz szersze kręgi spór cesarz Andronik III Paleolog zwołał do Konstantynopola synod. 10 czerwca 1341 r. Jan XIV podpisał tomos synodu, na którym w obecności cesarza uznano prawowierność Grzegorza Palamasa i wyklęto polemizującego z nim Barlaama z Kalabrii (PG, 152, 1241). Sześć dni później cesarz umarł i sytuacja uległa zmianie. Do władzy w stolicy doszło stronnictwo cesarzowej Anny. Jan XIV, zdeklarowany przeciwnik Palamasa, zdecydowanie wystąpił przeciw niemu. Palamas znalazł się w więzieniu, a jego obrońca megadomestyk Jan Kantakuzen został wypędzony z Konstantynopola. W kwestii dotyczącej palamityzmu Jan wydał encyklikę i list do mnichów z góry Atos oraz urzędowy komentarz do tomosu z 1341 r. (encyklika: PG 150, 891–894; list: PG 152, 1269–1273; komentarz: PG 150, 900–903). Po wyjeździe z Konstantynopola Barlaama, na głównego przeciwnika hezychazmu wyrósł Grzegorz Akyndyn. Patriarcha popierał go, a w 1344 r. wyświęcił go na diakona. Kolejna zmiana w sytuacji politycznej cesarstwa doprowadziła antyhezychastów do utraty poparcia cesarzowej w 1346 r. 2 lutego 1347 r. Jan Kalekas został złożony ze stolicy patriarszej, a Grzegorz Palamas wypuszczony z więzienia. W maju 1347 r. Jan Kantakuzen koronował się w Konstantynopolu na cesarza. Synod zwołany w tym samym roku zatwierdził fakt złożenia z urzędu Jana XIV i ponownie potępił Barlaama. Jan zmarł w 1347 r. w klasztorze Pera.

## Pisma
Jan pozostawił liczne pisma dyplomatyczne i rozporządzenia kościelne (PG 152, 1215–1284), pisma polemiczne (PG 150, 864–872) oraz homilie (PG 150, 253–280). W traktacie O bycie i energii (Perí usías kaj energéjas) zwalczał zarówno Palamasa, jak i jego zwolenników powtarzając argumenty swych poprzedników. Był zwolennikiem współdziałania z Zachodem. W swoim dziele cytował Ojców Kościoła, dowodząc że w kwestii Filioque, którą przyjmował za Kościołem rzymskim, Ojcowie Kościoła Wschodu i Zachodu IV i V w. nie różnili się w swoich poglądach. Głównym dziełem jego życia był traktat O wierze i początkach wiary katolickiej (Perí tes pistéos kuj perí ton archon tes katholikes pistéos). Jan Kalekas przetłumaczył też kilka pism teologów łacińskich, m.in. De Trinitate Boecjusza.